# Caroline Kehrer
Caroline Victoria Kehrer (* 9. April 1997 in Winnipeg, Manitoba) ist eine kanadisch-US-amerikanische Fußballspielerin. Seit dem 1. Juli 2024 ist sie Vertragsspielerin von Bayer 04 Leverkusen.

## Karriere
Kehrer kam während ihrer Zeit an der Kelvin High School in Winnipeg mit dem Fußballsport in Berührung. Mit der Schulmannschaft gewann sie in den Jahren 2012, 2013 und 2014 die Stadtmeisterschaft und darüber hinaus im Jahr 2014 die Provinzmeisterschaft. Im Vereinsfußball war sie für Soccer's Best Academy aktiv.
Im Jahr 2015 begab sie sich in die Vereinigten Staaten zwecks Aufnahme eines Studiums. Für das Sport-Team der University of Alabama at Birmingham, den Blazers, bestritt sie in vier Spielzeiten 65 Meisterschaftsspiele in der American Athletic Conference innerhalb der NCAA Division I, in denen sie 15 Tore erzielte.
Nach ihrem Bachelor of Science-Abschluss in Psychologie an der Bildungseinrichtung spielte sie in Dänemark für die Frauenfußballmannschaft des Aalborg BK. Für den Verein bestritt sie in der Spielzeit 2020 in zwölf von 14 Saisonspielen in der Gjensidige Kvindeliga, der höchsten Spielklasse im dänischen Frauenfußball. Nach Ungarn gelangt, kam sie dort für die Frauenfußballmannschaft des Ferencvárosi Torna Club von Februar bis September 2021 in zehn Punktspielen der Női NB I, der höchsten Spielklasse im ungarischen Frauenfußball, zum Einsatz, in denen ihr drei Tore gelangen. Gemeinsam mit ihrer kanadischen Mitspielerin, der Torhüterin Chandra Morden Bednar, verhalf sie der Mannschaft zum Double (Meisterschaft und Pokal).
Nach Portugal gelangt, spielte sie für den in Torres Vedras ansässigen SC União Torreense. In der Primeira Divisão wurde sie in der Saison 2021/22 in zehn Punktspielen eingesetzt, in denen sie drei Tore auf sich vereinen konnte. In den folgenden zwei Jahren war sie für den Ligakonkurrenten SC Braga tätig – insgesamt 43 Mal und mit 21 Toren.
Am 1. Juli 2024 wurde sie vom Bundesligisten Bayer 04 Leverkusen unter Vertrag genommen, der eine Laufzeit bis zum 30. Juni 2026 aufweist. Ihr Pflichtspiel- zugleich Bundesligadebüt fand zum Saisonstart am 31. August 2024 in Freiburg statt. Beim 3:2-Sieg im Auswärtsspiel gegen den SC Freiburg spielte sie 78 Minuten lang, bevor sie für Estrella Merino ausgewechselt wurde. Bereits am 2. Spieltag, beim 2:2-Unentschieden im Heimspiel gegen Eintracht Frankfurt gelang ihr mit dem Treffer zur 1:0-Führung in der 14. Minute bereits ihr erstes Bundesligator.

## Erfolge
- Ungarischer Meister 2021
- Ungarischer Pokalsieger 2021